# Morocz (rejon klecki)
Morocz (biał. Морач, Moracz; ros. Морочь, Morocz) – agromiasteczko na Białorusi, w obwodzie mińskim, w rejonie kleckim, w sielsowiecie Morocz.

## Historia
W XIX i w początkach XX w. położony był w Rosji, w guberni mińskiej, w powiecie słuckim. Opisywany był wówczas jako miejscowość odludna, poleska.
W dwudziestoleciu międzywojennym leżał w Polsce, w województwie nowogródzkim, w powiecie nieświeskim, w gminie Zaostrowiecze. W 1921 miejscowość liczyła 1114 mieszkańców, zamieszkałych w 211 budynkach, w tym 1105 Białorusinów i 9 Polaków. 1092 mieszkańców było wyznania prawosławnego, 17 mojżeszowego i 5 rzymskokatolickiego.
Położony był wówczas przy granicy ze Związkiem Sowieckim. Na początku lat 20. mieściła się tutaj kompania 29 Batalionu Celnego.
Po II wojnie światowej w granicach Związku Sowieckiego. Od 1991 w niepodległej Białorusi.